# Дрифтвуд (Пенсилванија)
Дрифтвуд (енгл. Driftwood) град је у америчкој савезној држави Пенсилванија.

## Демографија
По попису из 2010. године број становника је 67, што је 36 (-35,0%) становника мање него 2000. године.
| Група             | 2000.        | 2010.      |
| Белци             | 103 (100,0%) | 63 (94,0%) |
| Афроамериканци    | 0 (0,0%)     | 1 (1,5%)   |
| Азијати           | 0 (0,0%)     | 0 (0,0%)   |
| Хиспаноамериканци | 0 (0,0%)     | 0 (0,0%)   |
| Укупно            | 103          | 67         |